# Truckee (Kalifornia)
Truckee település az Amerikai Egyesült Államok Kalifornia államában, Nevada megyében. Lakosainak száma 16 729 fő (2020. április 1.).

## Közlekedés

### Vasút
A települést napi egy pár California Zephyr néven futó Amtrak távolsági vonatjárat érinti.

## Népesség
A település népességének változása:
| Lakosok száma | 16 180 | 16 165 | 16 729 |
|               | 2010   | 2013   | 2020   |